# 上海市卫生健康委员会
上海市卫生健康委员会，为负责主管上海市内公共医疗卫生、中医药发展、人口和计划生育工作的上海市人民政府组成部门，加挂上海市中医药管理局牌子。
2013年3月，上海市卫生局和上海市人口和计划生育委员会合并，组建上海市卫生和计划生育委员会，原上海市卫生局局长徐建光任市卫生计生委第一任主任。与此同时，原卫生局下属的上海市食品药品监督管理局改为市政府直属机构，不再接受市卫生计生委领导。
2018年3月，原国家卫生和计划生育委员会更名为国家卫生健康委员会，上海市卫生和计划生育委员会同步更名为上海市卫生健康委员会。

## 下屬事業單位
上海市衛生健康委員會的下屬事業單位包括：
- 上海市健康促进中心
- 上海市疾病预防控制中心（成立於1998年11月30日[7]）
- 上海市预防医学研究院（成立於1998年11月30日[7]）
- 上海市临床检验中心
- 上海市血液中心
- 上海市医疗急救中心
- 上海市卫生人才交流服务中心
- 上海市医事团体联合管理办公室
- 上海市中医文献馆
- 上海市卫生和计划生育委员会监督所（参公单位）
- 上海市卫生和计划生育委员会老干部活动室
- 上海市卫生和计划生育委员会信息中心
- 上海市血液管理办公室
- 上海市肿瘤研究所
- 上海市卫生和健康发展研究中心（上海市医学科学技术情报研究所）
- 华东疗养院
- 上海市干部保健事务中心
- 上海市妇幼保健中心
- 上海市计划生育药具管理中心（上海市卫生和计划生育委员会援外物资供应站）
- 上海市计划生育协会（参公单位）